# Vaahteraliiga 2024
La Vaahteraliiga 2024 è la 45ª edizione del campionato finlandese di football americano di primo livello, organizzato dalla SAJL.

## Squadre partecipanti
| Club                 | Città     | Stadio | Sponsor ufficiale | Risultato nella stagione 2023 |
| -------------------- | --------- | ------ | ----------------- | ----------------------------- |
| Helsinki Roosters    | Helsinki  |        |                   |                               |
| Helsinki Wolverines  | Helsinki  |        |                   |                               |
| Kuopio Steelers      | Kuopio    |        |                   |                               |
| Lohja Crusaders      | Lohja     |        |                   |                               |
| Porvoon Butchers     | Porvoo    |        |                   |                               |
| Seinäjoki Crocodiles | Seinäjoki |        |                   |                               |
| Wasa Royals          | Vaasa     |        |                   |                               |

## Stagione regolare

### Calendario

#### 1ª giornata
| Helsinki 16 maggio 2024, ore 18:30 | Helsinki Roosters | 28 – 12 (7-0 14-12 7-0 0-0) referto | Wasa Royals | Velodromo di Helsinki |

| Seinäjoki 17 maggio 2024, ore 17:30 | Seinäjoki Crocodiles | 34 – 16 (0-0 20-10 14-0 0-6) referto | Porvoon Butchers | Wirokit Stadion |

| Lohja 18 maggio 2024, ore 16:30 | Lohja Crusaders | 14 – 62 (6-20 0-20 0-15 8-7) referto | Kuopio Steelers | Harjun kenttä |

#### 2ª giornata
| Seinäjoki 23 maggio 2024, ore 18:30 | Seinäjoki Crocodiles | 32 – 14 (6-7 0-7 14-0 12-0) referto | Wasa Royals | Wirokit Stadion |

| Helsinki 24 maggio 2024, ore 18:30 | Helsinki Roosters | 28 – 7 (0-0 7-0 14-0 7-7) referto | Porvoon Butchers | Velodromo di Helsinki |

| Helsinki 25 maggio 2024, ore 16:30 | Helsinki Wolverines | 6 – 46 (0-26 0-12 0-8 6-0) referto | Kuopio Steelers | Velodromo di Helsinki |

#### 3ª giornata
| Helsinki 30 maggio 2024, ore 18:30 | Helsinki Roosters | 63 – 7 (21-0 21-7 0-0 21-0) referto | Lohja Crusaders | Velodromo di Helsinki |

| Seinäjoki 31 maggio 2024, ore 17:30 | Seinäjoki Crocodiles | 37 – 14 (0-0 14-7 14-7 9-0) referto | Helsinki Wolverines | Wirokit Stadion |

| Porvoo 2 giugno 2024, ore 16:30 | Porvoon Butchers | 50 – 13 (6-0 22-6 14-0 8-7) referto | Wasa Royals | Porvoon Keskuskenttä |

#### 4ª giornata
| Helsinki 6 giugno 2024, ore 18:30 | Helsinki Wolverines | 0 – 63 (0-14 0-21 0-21 0-7) referto | Helsinki Roosters | Velodromo di Helsinki |

| Lohja 7 giugno 2024, ore 18:30 | Lohja Crusaders | 41 – 63 (7-21 12-7 6-14 16-21) referto | Seinäjoki Crocodiles | Harjun kenttä |

| Porvoo 8 giugno 2024, ore 16:30 | Porvoon Butchers | 7 – 21 (0-7 0-14 0-0 7-0) referto | Kuopio Steelers | Porvoon Keskuskenttä |

#### 5ª giornata
| Porvoo 13 giugno 2024, ore 18:30 | Porvoon Butchers | 46 – 0 (16-0 10-0 13-0 7-0) referto | Lohja Crusaders | Porvoon Keskuskenttä |

| Helsinki 14 giugno 2024, ore 18:30 | Helsinki Wolverines | 27 – 41 (14-7 7-13 6-14 0-7) referto | Wasa Royals | Velodromo di Helsinki |

| Kuopio 15 giugno 2024, ore 16:30 | Kuopio Steelers | 27 – 10 (7-3 6-0 7-7 7-0) referto | Seinäjoki Crocodiles | Väinölänniemen stadion |

#### 6ª giornata
| Kuopio 27 giugno 2024, ore 18:30 | Kuopio Steelers | 24 – 14 (0-0 7-0 3-7 14-7) referto | Helsinki Roosters | Väinölänniemen stadion |

| Helsinki 28 giugno 2024, ore 18:30 | Helsinki Wolverines | 0 – 63 (0-21 0-14 0-14 0-14) referto | Porvoon Butchers | Velodromo di Helsinki |

| Lohja 29 giugno 2024, ore 16:30 | Lohja Crusaders | 20 – 32 (14-12 0-0 0-14 6-6) referto | Wasa Royals | Harjun kenttä |

#### 7ª giornata
| Helsinki 4 luglio 2024, ore 18:30 | Helsinki Wolverines | 41 – 39 (14-7 12-6 8-7 7-19) referto | Lohja Crusaders | Velodromo di Helsinki |

| Seinäjoki 5 luglio 2024, ore 18:30 | Seinäjoki Crocodiles | 19 – 27 (6-7 6-7 0-7 7-6) referto | Helsinki Roosters | Wirokit Stadion |

| Kuopio 6 luglio 2024, ore 16:30 | Kuopio Steelers | 28 – 13 (6-0 0-0 8-6 14-7) referto | Wasa Royals | Väinölänniemen stadion |

#### 8ª giornata
| Helsinki 11 luglio 2024, ore 18:30 | Helsinki Roosters | 42 – 7 (7-0 14-0 7-7 14-0) referto | Helsinki Wolverines | Velodromo di Helsinki |

| Kuopio 12 luglio 2024, ore 18:30 | Kuopio Steelers | 8 – 24 (0-14 0-0 0-10 8-0) referto | Porvoon Butchers | Väinölänniemen stadion |

| Seinäjoki 13 luglio 2024, ore 16:30 | Seinäjoki Crocodiles | 63 – 8 (21-0 7-8 35-0 0-0) referto | Lohja Crusaders | Wirokit Stadion |

#### 9ª giornata
| Lohja 18 luglio 2024, ore 18:30 | Lohja Crusaders | 6 – 65 (0-14 6-14 0-28 0-9) referto | Porvoon Butchers | Harjun kenttä |

| Vaasa 19 luglio 2024, ore 18:30 | Wasa Royals | 42 – 28 (14-7 21-0 7-7 0-14) referto | Helsinki Wolverines | Kaarlen kenttä |

| Seinäjoki 20 luglio 2024, ore 16:30 | Seinäjoki Crocodiles | 31 – 28 (d.t.s.) (7-7 0-13 7-8 14-0 3-0) referto | Kuopio Steelers | Wirokit Stadion |

#### 10ª giornata
| Porvoo 25 luglio 2024, ore 18:30 | Porvoon Butchers | 56 – 3 (21-0 14-3 14-0 7-0) referto | Helsinki Wolverines | Porvoon Keskuskenttä |

| Helsinki 26 luglio 2024, ore 18:30 | Helsinki Roosters | 34 – 13 (0-0 20-6 7-7 7-0) referto | Kuopio Steelers | Velodromo di Helsinki |

| Vaasa 27 luglio 2024, ore 16:30 | Wasa Royals | 37 – 41 (7-0 14-14 7-7 9-20) referto | Lohja Crusaders | Kaarlen kenttä |

#### 11ª giornata
| Lohja 1º agosto 2024, ore 18:30 | Lohja Crusaders | 7 – 33 (0-7 7-6 0-13 0-7) referto | Helsinki Wolverines | Harjun kenttä |

| Vaasa 2 agosto 2024, ore 18:30 | Wasa Royals | 27 – 33 (7-6 7-6 7-8 6-13) referto | Kuopio Steelers | Kaarlen kenttä |

| Helsinki 3 agosto 2024, ore 16:30 | Helsinki Roosters | 42 – 35 (7-7 7-10 7-3 21-15) referto | Seinäjoki Crocodiles | Velodromo di Helsinki |

#### 12ª giornata
| Lohja 8 agosto 2024, ore 18:30 | Lohja Crusaders | 0 – 79 (0-21 0-30 0-28 0-0) referto | Helsinki Roosters | Harjun kenttä |

| Helsinki 9 agosto 2024, ore 18:30 | Helsinki Wolverines | 10 – 46 (0-6 0-6 10-14 0-20) referto | Seinäjoki Crocodiles | Velodromo di Helsinki |

| Vaasa 10 agosto 2024, ore 16:30 | Wasa Royals | 7 – 14 (0-0 0-7 0-0 7-7) referto | Porvoon Butchers | Kaarlen kenttä |

#### 13ª giornata
| Porvoo 15 agosto 2024, ore 18:00 | Porvoon Butchers | 14 – 21 (0-7 7-0 7-0 0-14) referto | Helsinki Roosters | Porvoon Keskuskenttä |

| Vaasa 16 agosto 2024, ore 18:00 | Wasa Royals | 20 – 49 (0-14 7-14 7-21 6-0) referto | Seinäjoki Crocodiles | Kaarlen kenttä |

| Kuopio 17 agosto 2024, ore 16:30 | Kuopio Steelers | 41 – 7 (7-0 14-0 14-0 6-7) referto | Helsinki Wolverines | Väinölänniemen stadion |

#### 14ª giornata
| Vaasa 22 agosto 2024, ore 18:00 | Wasa Royals | 17 – 14 (7-0 0-6 0-0 10-8) referto | Helsinki Roosters | Kaarlen kenttä |

| Kuopio 23 agosto 2024, ore 18:30 | Kuopio Steelers | 40 – 14 (6-8 21-6 6-0 7-0) referto | Lohja Crusaders | Väinölänniemen stadion |

| Porvoo 24 agosto 2024, ore 16:30 | Porvoon Butchers | 17 – 14 (3-7 3-0 0-7 11-0) referto | Seinäjoki Crocodiles | Porvoon Keskuskenttä |

### Classifica
La classifica della regular season è la seguente:
- PCT = percentuale di vittorie, G = partite giocate, V = partite vinte,  P = partite perse, PF = punti fatti, PS = punti subiti

| Pos. | Squadra              | PCT  | G  | V  | N | P  | PF  | PS  |
| ---- | -------------------- | ---- | -- | -- | - | -- | --- | --- |
| 1    | Helsinki Roosters    | .833 | 12 | 10 | 0 | 2  | 455 | 155 |
| 2    | Kuopio Steelers      | .750 | 12 | 9  | 0 | 3  | 371 | 201 |
| 3    | Seinäjoki Crocodiles | .667 | 11 | 8  | 0 | 4  | 433 | 264 |
| 4    | Porvoon Butchers     | .667 | 12 | 8  | 0 | 4  | 379 | 155 |
| 5    | Wasa Royals          | .333 | 12 | 4  | 0 | 8  | 275 | 364 |
| 6    | Helsinki Wolverines  | .167 | 12 | 2  | 0 | 10 | 176 | 523 |
| 7    | Lohja Crusaders      | .083 | 12 | 1  | 0 | 11 | 197 | 624 |

## Playoff

### Tabellone
|  | Semifinali | Semifinali           | Semifinali |                      |    | XLV Vaahterahmalja | XLV Vaahterahmalja | XLV Vaahterahmalja |  |
|  |            |                      |            |                      |    |                    |                    |                    |  |
|  | 1          | Helsinki Roosters    | 41         |                      |    |                    |                    |                    |  |
|  | 1          | Helsinki Roosters    | 41         |                      |    |                    |                    |                    |  |
|  | 4          | Porvoon Butchers     | 14         |                      |    |                    |                    |                    |  |
|  | 4          | Porvoon Butchers     | 14         |                      | 1  | Helsinki Roosters  | 49                 |                    |  |
|  |            |                      |            |                      | 1  | Helsinki Roosters  | 49                 |                    |  |
|  |            |                      | 3          | Seinäjoki Crocodiles | 14 |                    |                    |                    |  |
|  | 2          | Kuopio Steelers      | 3          | Seinäjoki Crocodiles | 14 | 14                 |                    |                    |  |
|  | 2          | Kuopio Steelers      |            |                      |    |                    |                    |                    |  |
|  | 3          | Seinäjoki Crocodiles | 35         |                      |    |                    |                    |                    |  |

### Semifinali
| Kuopio 31 agosto 2024, ore 18:00 | Kuopio Steelers | 14 – 35 (14-14 0-7 0-14 0-0) referto | Seinäjoki Crocodiles | Väinölänniemen stadion |

| Helsinki 1º settembre 2024, ore 14:00 | Helsinki Roosters | 41 – 14 (14-0 20-7 0-0 7-7) referto | Porvoon Butchers | Velodromo di Helsinki |

### XLV Vaahteramalja
| Helsinki 8 settembre 2024, ore 15:00 | Helsinki Roosters | 49 – 14 (14-7 14-0 14-7 7-0) referto | Seinäjoki Crocodiles | Bolt Arena |
| Jauhiainen 9':47" Q1 ( TD ) 42yd pass from Urjansson Ruohonen Q1 ( pat ) Greenfield 1':05" Q1 ( TD ) 41yd run Ruohonen Q1 ( pat ) Rautiainen 9':54" Q2 ( TD ) 26yd pass from Nunnelly Ruohonen Q2 ( pat ) Greenfield 3':59" Q2 ( TD ) 3yd pass from Urjansson Ruohonen Q2 ( pat ) Jauhiainen 5':38" Q3 ( TD ) 6yd pass from Urjansson Ruohonen Q3 ( pat ) Jauhiainen 0':29" Q3 ( TD ) 9yd pass from Urjansson Ruohonen Q3 ( pat ) Nunnelly 6':59" Q4 ( TD ) 3yd pass from Urjansson Ruohonen Q4 ( pat ) Marcatori Ja. Särkelä 2':02" Q1 ( TD ) 2yd pass from Arrambide Mäki-Maunus Q1 ( pat ) Powell 9':56" Q3 ( TD ) 90yd pass from Arrambide Mäki-Maunus Q3 ( pat ) |                   | |                      |            |
| |                   | |                      |            |
| Jauhiainen 9':47" Q1 (TD) 42yd pass from Urjansson Ruohonen Q1 (pat) Greenfield 1':05" Q1 (TD) 41yd run Ruohonen Q1 (pat) Rautiainen 9':54" Q2 (TD) 26yd pass from Nunnelly Ruohonen Q2 (pat) Greenfield 3':59" Q2 (TD) 3yd pass from Urjansson Ruohonen Q2 (pat) Jauhiainen 5':38" Q3 (TD) 6yd pass from Urjansson Ruohonen Q3 (pat) Jauhiainen 0':29" Q3 (TD) 9yd pass from Urjansson Ruohonen Q3 (pat) Nunnelly 6':59" Q4 (TD) 3yd pass from Urjansson Ruohonen Q4 (pat) | Marcatori         | Ja. Särkelä 2':02" Q1 (TD) 2yd pass from Arrambide Mäki-Maunus Q1 (pat) Powell 9':56" Q3 (TD) 90yd pass from Arrambide Mäki-Maunus Q3 (pat) |                      |            |

## Verdetti
- Helsinki Roosters Campioni della Finlandia 2024

## Marcatori
| Giocatore    | Sq.                  | TD rush | TD recv | TD int | TD p.ret | TD k.ret | TD oth | Xp1  | Xp2 | FG | Saf | Totale |
| ------------ | -------------------- | ------- | ------- | ------ | -------- | -------- | ------ | ---- | --- | -- | --- | ------ |
| Powell       | Seinäjoki Crocodiles | 18+1    | 5+1     | 0      | 0        | 0        | 0      | 0    | 0   | 0  | 0   | 150    |
| Greenfield   | Helsinki Roosters    | 15+1    | 5+2     | 0      | 0        | 0        | 0      | 0    | 0   | 0  | 0   | 138    |
| Jalloh       | Wasa Royals          | 1       | 15      | 2      | 0        | 0        | 0      | 0    | 0   | 0  | 0   | 108    |
| Nunnelly     | Helsinki Roosters    | 0       | 16+1    | 0      | 0        | 0        | 0      | 0    | 0   | 0  | 0   | 102    |
| Choate       | Kuopio Steelers      | 1       | 9       | 0      | 0        | 0        | 1      | 0    | 3   | 0  | 0   | 72     |
| Kyei         | Porvoon Butchers     | 8       | 3       | 0      | 0        | 0        | 0      | 0    | 0   | 0  | 0   | 66     |
| Reddick      | Seinäjoki Crocodiles | 1       | 8+1     | 0      | 0        | 0        | 0      | 0    | 2   | 0  | 0   | 64     |
| Pion         | Kuopio Steelers      | 9+1     | 0       | 0      | 0        | 0        | 0      | 0    | 1   | 0  | 0   | 62     |
| 3 giocatori  | 60                   |         |         |        |          |          |        |      |     |    |     |        |
| Minkkinen    | Porvoon Butchers     | 0       | 0       | 0      | 0        | 0        | 0      | 40+2 | 0   | 5  | 0   | 57     |
| Eerola       | Porvoon Butchers     | 0       | 9       | 0      | 0        | 0        | 0      | 0    | 1   | 0  | 0   | 56     |
| 4 giocatori  | 54                   |         |         |        |          |          |        |      |     |    |     |        |
| Ja. Särkelä  | Seinäjoki Crocodiles | 0       | 5+3     | 0      | 0        | 0        | 0      | 5    | 0   | 0  | 0   | 53     |
| Harris       | Lohja Crusaders      | 4       | 4       | 0      | 0        | 0        | 0      | 0    | 1   | 0  | 0   | 50     |
| 2 giocatori  | 48                   |         |         |        |          |          |        |      |     |    |     |        |
| Adams        | Helsinki Wolverines  | 0       | 7       | 0      | 0        | 0        | 0      | 0    | 1   | 0  | 0   | 44     |
| Pajarinen    | Helsinki Roosters    | 6+1     | 0       | 0      | 0        | 0        | 0      | 0    | 0   | 0  | 0   | 42     |
| Jauhiainen   | Helsinki Roosters    | 0       | 3+3     | 0      | 0        | 0        | 0      | 1    | 0   | 0  | 0   | 37     |
| Olin         | Helsinki Roosters    | 2       | 1       | 0      | 0        | 0        | 0      | 12   | 0   | 1  | 0   | 33     |
| 2 giocatori  | 32                   |         |         |        |          |          |        |      |     |    |     |        |
| 2 giocatori  | 30                   |         |         |        |          |          |        |      |     |    |     |        |
| Rainio       | Seinäjoki Crocodiles | 0       | 4       | 0      | 0        | 0        | 0      | 0    | 1   | 0  | 0   | 26     |
| 6 giocatori  | 24                   |         |         |        |          |          |        |      |     |    |     |        |
| Macina       | Lohja Crusaders      | 3       | 0       | 0      | 0        | 0        | 0      | 0    | 1   | 0  | 0   | 20     |
| 6 giocatori  | 18                   |         |         |        |          |          |        |      |     |    |     |        |
| Sahlsten     | Helsinki Roosters    | 0       | 0       | 0      | 0        | 0        | 0      | 11   | 0   | 2  | 0   | 17     |
| Valasti      | Helsinki Roosters    | 0       | 0+1     | 1      | 0        | 0        | 0      | 0    | 1   | 0  | 0   | 14     |
| 11 giocatori | 12                   |         |         |        |          |          |        |      |     |    |     |        |
| West         | Wasa Royals          | 0       | 0       | 0      | 0        | 0        | 0      | 8    | 0   | 1  | 0   | 11     |
| Paakki       | Kuopio Steelers      | 0       | 1       | 0      | 0        | 0        | 0      | 0    | 2   | 0  | 0   | 10     |
| 4 giocatori  | 8                    |         |         |        |          |          |        |      |     |    |     |        |
| 21 giocatori | 6                    |         |         |        |          |          |        |      |     |    |     |        |
| 2 giocatori  | 5                    |         |         |        |          |          |        |      |     |    |     |        |
| Laakkonen    | Lohja Crusaders      | 0       | 0       | 0      | 0        | 0        | 0      | 2    | 1   | 0  | 0   | 4      |
| 7 giocatori  | 2                    |         |         |        |          |          |        |      |     |    |     |        |

- Miglior marcatore della stagione regolare: Powell ( Seinäjoki Crocodiles), 138
- Miglior marcatore dei playoff: Greenfield ( Helsinki Roosters), Ruohonen ( Helsinki Roosters), Jauhiainen ( Helsinki Roosters) e Ja. Särkelä ( Seinäjoki Crocodiles), 18
- Miglior marcatore della stagione: Powell ( Seinäjoki Crocodiles), 150

## Passer rating
La classifica tiene in considerazione soltanto i quarterback con almeno 10 lanci effettuati.
| Giocatore   | Sq.                  | G    | Att    | Comp   | Int | Yds      | TD   | NFL    | NCAA   |
| ----------- | -------------------- | ---- | ------ | ------ | --- | -------- | ---- | ------ | ------ |
| Rabin       | Kuopio Steelers      | 4    | 20     | 13     | 0   | 233      | 1    | 121,46 | 179,36 |
| Silomaa     | Helsinki Roosters    | 4    | 52     | 33     | 2   | 504      | 5    | 111,38 | 168,90 |
| Urjansson   | Helsinki Roosters    | 11+2 | 285+49 | 179+33 | 5+0 | 2264+410 | 29+7 | 118,03 | 163,30 |
| Arrambide   | Seinäjoki Crocodiles | 11+2 | 349+64 | 201+38 | 9+2 | 2913+558 | 32+6 | 104,90 | 153,50 |
| Taylor      | Kuopio Steelers      | 8+1  | 174+23 | 97+9   | 3+1 | 1499+111 | 17+1 | 102,97 | 148,55 |
| Landers     | Wasa Royals          | 9    | 156    | 72     | 3   | 901      | 18   | 95,06  | 128,90 |
| Gwinner     | Porvoon Butchers     | 12+1 | 366+32 | 206+15 | 8+3 | 2477+191 | 26+1 | 87,37  | 128,70 |
| Tregle      | Kuopio Steelers      | 4    | 122    | 65     | 1   | 770      | 7    | 88,49  | 123,60 |
| Hietakunnas | Helsinki Roosters    | 5+1  | 20+1   | 9+0    | 0+1 | 174+0    | 1+0  | 68,35  | 118,65 |
| Macina      | Lohja Crusaders      | 12   | 397    | 191    | 13  | 2199     | 20   | 68,40  | 104,71 |
| Laalo       | Helsinki Wolverines  | 12   | 353    | 176    | 25  | 1772     | 13   | 47,31  | 90,01  |
| Haapamäki   | Wasa Royals          | 5    | 88     | 37     | 4   | 439      | 2    | 46,54  | 82,36  |

- Miglior QB della stagione regolare: Rabin ( Kuopio Steelers), 179,36
- Miglior QB dei playoff: Urjansson ( Helsinki Roosters), 184,78
- Miglior QB della stagione: Rabin ( Kuopio Steelers), 179,36